# Hồ Angikuni
Hồ Angikuni (biến thể: Hồ Anjikuni) là một cái hồ ở vùng Kivalliq, Nunavut, Canada. Đây là một trong nhiều hồ nằm dọc sông Kazan; hồ Ennadai ở phía nam và hồ Yathkyed ở phía bắc.

## Địa lý
Bờ hồ nổi bật với những mỏm đá nhô ra của Lá chắn Tiền Cambri, là một phần của lãnh địa Hearne, tỉnh Tây Churchill của nền cổ Churchill.

## Hệ động vật
Tuần lộc đất có di cư qua khu vực này. Hồ còn chứa cả loài cá hồi hồ, cá chó phương bắc và cá xám Bắc Cực.

## Dân tộc học
Trong chuyến đi năm 1948, nhà thám hiểm người Canada Farley Mowat đã đến Hồ Angikuni, khi đó là một phần của Lãnh thổ Tây Bắc, và tìm thấy một cairn được xây dựng theo kiểu thường không được người Inuit sử dụng. Nó chứa những mảnh hộp dẹt bằng gỗ cứng với các góc khớp nối đuôi nhau. Mowat, khi biết rằng chỉ có một nhà thám hiểm châu Âu khác, Samuel Hearne, người từng đến khu vực này trước đây (năm 1770), đã suy đoán rằng tượng đài này do Francis Crozier xây dựng, mà với tư cách là thành viên của đoàn thám hiểm bị mất tích ban đầu do Sir John Franklin dẫn dắt, biến mất vào năm 1848 trong cuộc tìm kiếm xấu số mong tìm ra Hành lang Tây Bắc.

## Truyền thuyết về ngôi làng biến mất
Năm 1930, một ký giả ở The Pas, Manitoba đã đưa tin về một ngôi làng nhỏ của người Inuit ngay gần Hồ Angikuni. Ngôi làng này luôn chào đón những toán thợ đánh bẫy lông thú thỉnh thoảng ghé qua. Nhưng vào năm 1930, Joe Labelle, một tay thợ đánh bẫy lông thú nổi tiếng trong làng, phát hiện ra rằng tất cả dân làng đều đã bỏ đi đâu rồi. Anh ta tìm thấy những chiếc áo sơ mi chưa hoàn thiện vẫn còn kim khâu và thức ăn treo trên hố lửa nên kết luận rằng dân làng đã đột ngột rời đi. Đáng lo ngại hơn nữa, anh ta tìm thấy bảy con chó kéo xe chết vì đói và một ngôi mộ đã được đào lên. Labelle biết rằng một con vật không thể phải chịu trách nhiệm vì những viên đá bao quanh ngôi mộ vẫn còn nguyên vẹn. Anh ta đã tới chỗ đội Cảnh sát Kỵ binh Tây Bắc Canada trình báo cáo vụ này để họ tiến hành tìm kiếm những người mất tích; thế nhưng họ chẳng tìm thấy bất kỳ người nào cả.
Câu chuyện này được tìm thấy lần đầu tiên trên tờ Danville Bee ngày 27 tháng 11 năm 1930, do nhà báo Emmett E. Kelleher viết. Bài báo đó nói rằng Joe Labelle đã tìm thấy một trại Eskimo trống rỗng với 6 chiếc lều và 25 đàn ông, phụ nữ và trẻ em đã biến mất. Câu chuyện cũng xuất hiện trong cuốn sách của Frank Edwardsra mắt năm 1959 có nhan đề Stranger than Science; các phiên bản khác xuất hiện trong tiểu thuyết khoa học viễn tưởng Majestic của Whitley Strieber và tiểu thuyết kinh dị Phantoms của Dean Koontz. The World's Greatest UFO Mysteries (được trình bày dưới dạng người thật việc thật) thậm chí còn có phiên bản chi tiết hơn, cũng như các trang web và sách báo khác, bổ sung thêm các chi tiết tiêu chuẩn khác như ánh sáng bí ẩn trên bầu trời, nghĩa địa trống rỗng và hơn một nghìn người mất tích.
Sau khi bài báo này được đưa tin trên các tờ báo Canada, NWMP liền nhận được lời chất vấn. Tháng 1 năm 1931, Trung sĩ J. Nelson, từng công tác ở The Pas, bèn nộp một bản báo cáo nội bộ được công bố ra công chúng. Nelson viết rằng ông nhận thấy "chẳng có cơ sở nào cho câu chuyện này cả". Nelson kể lại rằng Joe Labelle, người cung cấp thông tin, đã lấy giấy phép đánh bẫy đầu tiên vào mùa đó và đặt câu hỏi liệu anh ta có từng đến các vùng lãnh thổ trước đây như đã nêu trong bài báo của Kelleher hay không. Nelson tiếp tục, cho biết niên đại của một trong những bức ảnh được sử dụng trong câu chuyện là từ năm 1909 và nói rằng Kelleher được biết đến với "những câu chuyện đầy màu sắc". Sự việc dường như đã bị lãng quên cho đến khi được đề cập đến trong cuốn sách năm 1959 của Edwards.
Cảnh sát Kỵ binh Hoàng gia Canada viết tắt RCMP (phiên bản hiện đại của Cảnh sát Kỵ binh Tây Bắc Canada) kể từ đó đã bác bỏ vụ việc dưới dạng truyền thuyết đô thị, cho rằng câu chuyện nêu trên vốn bắt nguồn từ cuốn sách của Frank Edwards. RCMP cũng tuyên bố, "Người ta cũng tin rằng sẽ không bao giờ có thể có được một ngôi làng lớn như vậy ở một khu vực xa xôi như vậy". RCMP tuyên bố rằng họ không có hồ sơ về bất cứ hoạt động bất thường nào trong khu vực.
Brian Dunning đã bác bỏ những tuyên bố này trong một tập của Skeptoid, dù ông có cập nhật những phát hiện của mình để kể lại rằng chính ông đã phát hiện ra sự tồn tại của bài báo do Emmett E. Kelleher viết vào tháng 11 năm 1930, trước đây tin rằng không có tài liệu tham khảo nào như vậy và câu chuyện này bắt nguồn từ cuốn sách Edwards năm 1959 (điều mà ông thừa nhận là không chính xác). Trong khi vẫn coi câu chuyện của Kelleher là "đáng ngờ", ông cũng tuyên bố rằng bất chấp điều này, bài báo được xuất bản này "thực sự tồn tại".